# مقاطعة بولاسكي (إنديانا)
مقاطعة بولاسكي هي مقاطعة في إنديانا، بلغ عدد سكانها 13٬402  نسمة، في 2010، عاصمتها ويناماك، تبلغ مساحتها 1٬126 كيلومتر مربع.

## الموقع
تشترك في الحدود مع:
- مقاطعة ستارك.

## التقسيمات الإدارية
- ويناماك.